# Botulisme

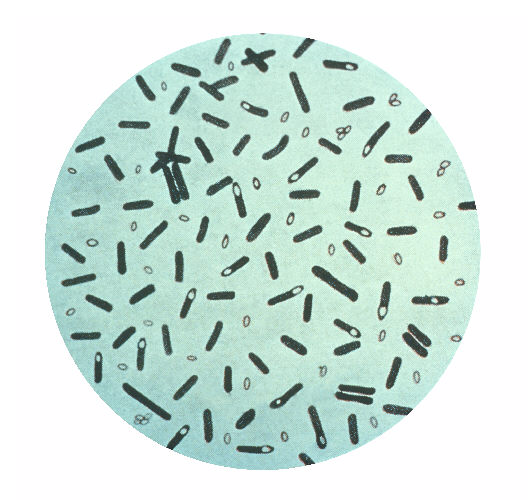
Clostridium botulinum

Botulisme is een vergiftiging door botulinetoxine waaraan vooral watervogels en vissen sterven, maar ook mensen slachtoffer van kunnen worden. In het begin gaat het vooral gepaard met spierverlamming. Er zijn zeven verschillende typen botuline waaronder drie die gevaarlijk zijn voor de mens.
De bacteriesoort Clostridium botulinum (en de nauw verwante C. argentinense), die botulisme veroorzaakt kan zich alleen onder bepaalde omstandigheden snel vermenigvuldigen:
- in een eiwitrijk zuurstofarm milieu (dode vogels of vissen, vooral wanneer deze in het water liggen);
- in water dat 20 °C of nog warmer is (met name ondiep, stilstaand water wordt in de zomer snel warm).

De bacterie komt wereldwijd voor. De naam komt van botulus (worst), omdat de ziekte voor het eerst werd beschreven einde 18e eeuw, toen in Wildbad een gezelschap ziek werd na het eten van worst.
Niet de bacterie zelf veroorzaakt de symptomen, maar het door die bacterie afgescheiden toxine (botuline). Dit veroorzaakt een blokkade van de signaaloverdracht van zenuw naar spier.

## Toedieningsweg
De meest voorkomende toedieningsweg is via het maag-darmkanaal, in de vorm van bedorven eten. Vergiftigingen traden in het verleden vooral op door het eten van besmet vlees en besmette worst (de naam komt van botulus, Latijn voor worst), bijvoorbeeld in lek geprikte blikken waardoor sporen in het blik konden terechtkomen terwijl toch anaerobe omstandigheden bleven bestaan. Bederf door proteolytische Clostridium botulinum veroorzaakt typische bederf-geuren waardoor het voedsel over het algemeen als oneetbaar beschouwd wordt. Groei van niet-proteolytische Clostridium botulinum leidt niet tot typische bederf-geuren.
Botulisme bij kleine kinderen en baby's, 'zuigelingenbotulisme', wordt veroorzaakt door de inname van sporen, die in het maag-darmkanaal gaan uitgroeien. In een groot aantal gevallen sterft de patiënt. Vooral baby's zijn vanwege hun onvolgroeide maag-darmkanaal vatbaar. Dit type botulisme kan worden veroorzaakt door besmette honing. Dit is de reden waarom het geven van honing aan baby's tot 12 maanden wordt afgeraden.
Wondbotulisme kan optreden wanneer de botulismebacterie in een wond terecht komt. Dit kan bijvoorbeeld gebeuren als druggebruikers met botulisme besmette naalden gebruiken.
Bij inademing van botulinetoxine, een hypothetische toedieningsweg bij biologische oorlogvoering, duurt het tot ongeveer 15 minuten voordat de verschijnselen beginnen.

## Symptomen
Bij een typische vergiftiging (via eten) kan het enige dagen duren voor het volledige beeld ontstaat. De eerste klachten ontstaan meestal 10–20 uur na een besmette maaltijd. Het kan dan gaan om een droge mond, hevige diarree en een toenemende slappe verlamming. Als de verlamming ernstig is treedt de dood uiteindelijk in door verlamming van de ademhalingsspieren.
Verschijnselen kunnen ontstaan na twee uur tot acht dagen na het eten van besmet voedsel. De ziekte begint met misselijkheid, overgeven, moeheid, duizeligheid, algehele zwakte, een droge mond en buikklachten. Daarna kunnen verschijnselen optreden zoals dubbelzien, wazig zien, slecht kunnen verdragen van licht, moeite met spreken, slap worden van de arm- en beenspieren (slappe verlamming). Er is meestal geen koorts. Er kunnen ademhalingsproblemen optreden. Patiënten kunnen in korte tijd aan de ziekte overlijden. Er bestaat geen immuniteit tegen botulisme. Mensen kunnen de ziekte meerdere malen oplopen.
De dodelijke dosis is ongeveer 200–300 picogram/kilogram lichaamsgewicht, wat voor een volwassene van 75 kilo neerkomt op 15 nanogram, dat is 0,000000015 gram. Dit betekent dat een hoeveelheid van ongeveer honderd gram genoeg is om de hele wereldbevolking te doden. Het toxine wordt geproduceerd door de groeiende bacterie.

## Bestrijding

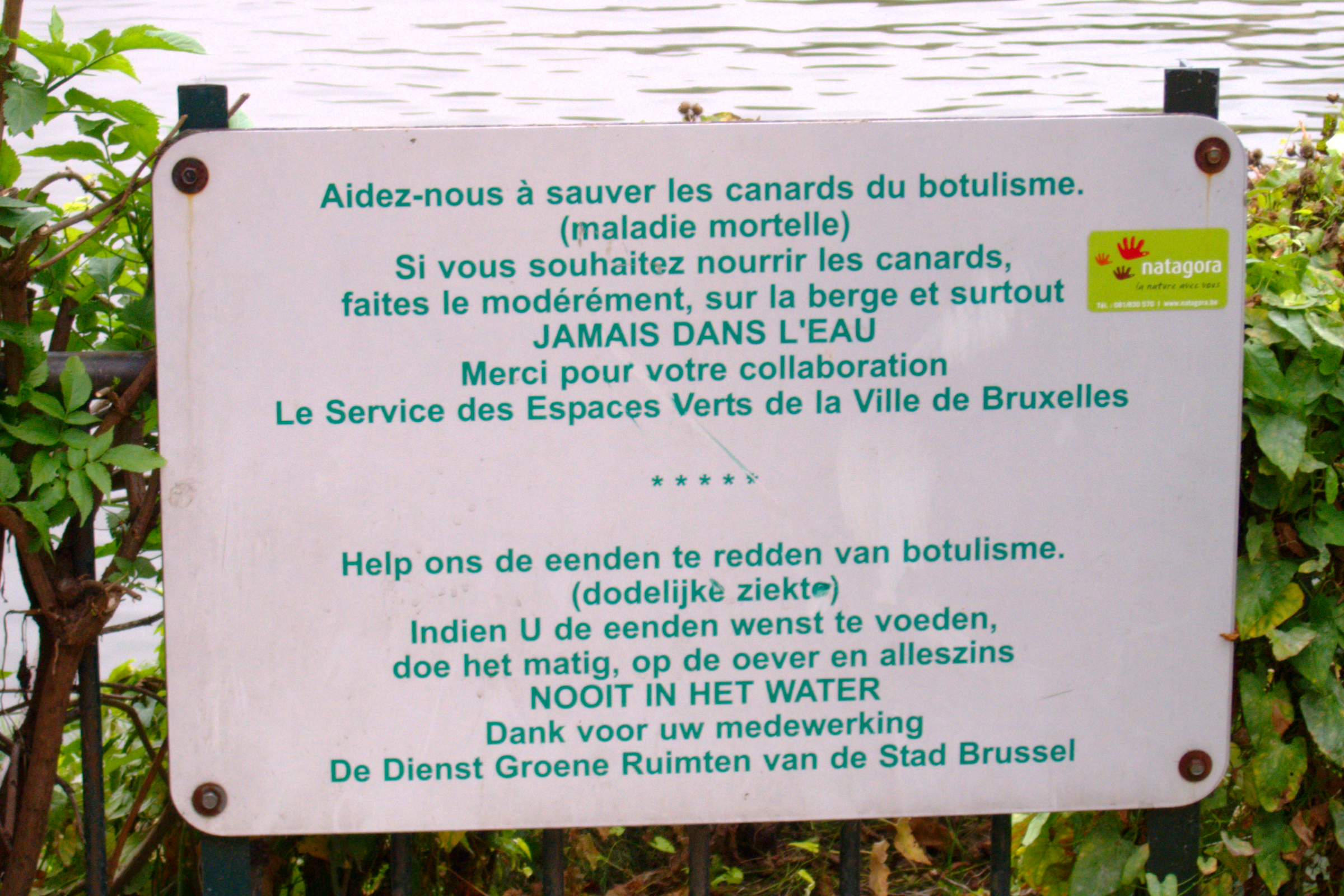
De stad Brussel geeft aanwijzingen om botulisme te voorkomen

Essentieel bij de bestrijding van botulisme is het verwijderen van dode dieren. Wanneer een kadaver achterblijft, wordt het water verontreinigd met botuline. Het is daarom zaak dat de gemeente zo snel mogelijk geattendeerd wordt op de aanwezigheid van dode vogels of vissen. Het gevaar voor mensen bij botulisme in vijvers en sloten is overigens niet het botuline (het vogel-type is niet erg gevaarlijk voor mensen), maar besmetting door allerlei bacteriën die voorkomen in de rottende kadavers.
Gebleken is dat de meeste roofdieren in staat zijn om de door botulisme omgekomen dieren te eten zonder daar ziek van te worden. Dit is een indicatie hoe belangrijk een voedselpiramide is waarbij de niches zijn ingevuld.